# 愛護
| ウィキペディアには「愛護」という見出しの百科事典記事はありません（タイトルに「愛護」を含むページの一覧/「愛護」で始まるページの一覧）。 代わりにウィクショナリーのページ「愛護」が役に立つかもしれません。 |